# Werner Volker Meyer
Werner Volker Meyer (* 1964 in Darmstadt) ist ein deutscher Opern- und Konzertsänger (Bariton).

## Leben

### Ausbildung und Preise
Meyer erhielt mit sechs Jahren Klavierunterricht und absolvierte von 1985 bis 1990 ein Gesangsstudium bei Martin Gründler an der Hochschule für Musik und Darstellende Kunst Frankfurt am Main, wo er im Fach Liedgestaltung Unterricht bei Charles Spencer und Rainer Hoffmann erhielt.  
Im Jahr 1986 war er Finalist des VDMK-Nachwuchswettbewerbes in Berlin, erhielt 1988 bei den Bad Hersfelder Opern-Festspielen als Mitpreisträger den Ensemble-Preis für die Darstellung eines der drei Strolche in Carl Orffs Die Kluge, war 1989 Preisträger des ersten Internationalen Liedwettbewerbs „Paula Salomon-Lindberg“ der Hochschule der Künste Berlin und schließlich 1994 Stipendiat des Richard-Wagner-Verbandes.

### Karriere als Opernsänger
In der Spielzeit 1990/91 debütierte Werner Volker Meyer am Theater der Stadt Heidelberg als Graf Peter Homonay in Johann Strauss’ Operette Der Zigeunerbaron und sang dort im Laufe der nächsten 10 Jahre fast alle wichtigen Partien in den Fächern Lyrischer Bariton und Kavalierbariton. 
Seit der Spielzeit 2001/2002 ist er Ensemblemitglied am Staatstheater Darmstadt.

### Karriere als Konzertsänger
Beim Konzertgesang reicht Werner Volker Meyers Repertoire von der Alten Musik über die Werke des Barock bis zur Neuen Musik. Es existieren Aufnahmen beim HR, beim SWR und beim SWF-Fernsehen.   